# Benkipura, Hunsur
Benkipura là một làng thuộc tehsil Hunsur, huyện Mysore, bang Karnataka, Ấn Độ.